# Landtagswahl in Südtirol 1948
Die Südtiroler Landtagswahl 1948 fand am 28. November 1948 als erstmalige Wahl zum Regionalrat Trentino-Südtirol statt. Formalrechtlich erfolgte die Wahl zum Regionalrat in zwei getrennten Wahlkreisen, von denen einer dem Gebiet der untergeordneten Provinz Bozen, einer dem Gebiet der untergeordneten Provinz Trient entsprach. Im Wahlkreis der Provinz Bozen wurden 20 Abgeordnete zum Regionalrat gewählt, in der Provinz Trient 26 Abgeordnete. Mit ihrer Wahl in den 46 Mandate umfassenden Regionalrat wurden die Abgeordneten des Wahlkreises Bozen gleichzeitig Mandatare des Südtiroler Landtags, jene des Wahlkreises Trient hingegen Abgeordnete zum Trentiner Landtag. 
Die I. Legislaturperiode begann am 13. Dezember 1948 und endete am 12. Dezember 1952. Am 20. Dezember 1948 wählte der Landtag die Südtiroler Landesregierung (Kabinett Erckert I).

## Wahlergebnis
- Partito Comunista Italiano: 1
- Partito Socialista Italiano: 1
- Partito Socialista Lavoratori Italiani: 1
- Südtiroler Volkspartei: 13
- Democrazia Cristiana: 2
- Unione Indipendenti: 1
- Movimento Sociale Italiano: 1

| Partei                                      | Stimmenanzahl | Prozent | Mandate |
| ------------------------------------------- | ------------- | ------- | ------- |
| Südtiroler Volkspartei                      | 107.249       | 67,60 % | 13/20   |
| Democrazia Cristiana                        | 17.096        | 10,78 % | 2/20    |
| Partito Socialista Italiano                 | 7.925         | 4,99 %  | 1/20    |
| Partito Comunista Italiano                  | 6.281         | 3,96 %  | 1/20    |
| Unione Indipendenti                         | 5.647         | 3,58 %  | 1/20    |
| Partito Socialista Lavoratori Italiani      | 4.891         | 3,08 %  | 1/20    |
| Movimento Sociale Italiano                  | 4.662         | 2,94 %  | 1/20    |
| Autonomia Trentina                          | 4.065         | 2,56 %  | 0/20    |
| Sozialdemokratische Partei Südtirols (SDPS) | 804           | 0,51 %  | 0/20    |

## Fraktionswechsel während der laufenden Legislaturperiode
Der Abgeordnete Guido Dorna des Partito Socialista Lavoratori Italiani bekannte sich kurz nach seiner Wahl zum Partito Repubblicano Italiano.

## Historische Bedeutung
Mit der Wahl zum Regionalrat für Trentino-Südtirol vom November 1948 wurden erstmals jene Legislativorgane konstituiert, für die mit Verabschiedung der italienischen Verfassung im Ersten Autonomiestatut für die Region Trentino-Südtirol die rechtlichen Rahmenbedingungen geschaffen worden waren. Die Südtiroler Volkspartei (SVP) konnte bei dieser Wahl im Südtiroler Landtag klar die absolute Mehrheit an Mandaten erreichen und gegenüber der Sozialdemokratischen Partei Südtirols (SDPS) den selbstauferlegten „Alleinvertretungsanspruch“ als einzige Partei der deutsch- und ladinischsprachigen Südtiroler durchsetzen; bis 1964 sollte die SVP in dieser Hinsicht die einzige Regionalpartei im Südtiroler Landtag bleiben. Die sechs gesamtstaatlichen Parteien, die sich wesentlich auf die italienischsprachige Bevölkerung Südtirols stützten, konnten sieben Mandate erringen, die sich auf das politische Zentrum (Democrazia Cristiana), sowie auf das linke und das rechte Ideologiespektrum verteilten.